# Ai Ōtsuka
 (janvier 2019).
Pour les articles homonymes, voir Otsuka.
Ai Ōtsuka (大塚 愛, Ōtsuka Ai) est une chanteuse de J-pop née le 9 septembre 1982 à Ōsaka au Japon.

## Biographie
Ai Ōtsuka commença sa carrière le 10 septembre 2003 grâce au single Momo no Hanabira. Elle joue du piano depuis l'âge de 4 ans, écrit et compose elle-même ses chansons. Ses deux premiers albums, LOVE PUNCH et LOVE JAM, tous deux sortis en 2004, sont un  succès. Otsuka n'est âgée que de 22 ans et elle enchaîne très vite les succès avec ses nouveaux singles, et différents prix (14 au total). Otsuka a aussi joué dans le Drama Tokyo Friends où elle joue le rôle d'une jeune serveuse qui deviendra chanteuse dans un groupe.
Le 26 juin 2010, elle annonce sur son site officiel s’être mariée la veille avec SU du groupe RIP SLYME.
Pendant son concert du 11 septembre 2010 elle révèle qu'elle est enceinte. Elle donne naissance le 24 mars 2011 a une petite fille.

## Love, sa mascotte
C'est le 2 février 2003 qu'Ai Otsuka crée graphiquement un petit lapin nommé Love, d'après son nom Ai qui signifie amour en japonais comme « love » en anglais. Love est un personnage dessiné en S.D. (super deformed), une technique de dessin qui se caractérise par "petit corps, grosse tête" pour créer un effet mignon. Otsuka dessine elle-même toutes les images de sa mascotte. La mascotte figure sur les goodies et les pictures book des first press notamment sur celui de la réédition de Sakuranbo et l'édition CD+Picture book de Love Cook. On peut également la voir utilisée dans les versions animées de clips comme pour Daisuki da yo et Kataomoi dial où un scénario en 3D a été monté. D'autres chanteuses japonaises ont une mascotte du même genre : Ayupan pour Ayumi Hamasaki, Kuma-Chan pour Hikaru Utada ou Ayankey pour Aya Matsuura.
Elle enregistre deux singles sous l'identité de "Love" en 2007, et un mini-album en 2009.

## Discographie

### Albums
1. Love Punch (31 mars 2004)
2. Love Jam (17 novembre 2004)
3. Love Cook (14 décembre 2005)
4. Love Piece (26 septembre 2007)
5. Love Letter (17 décembre 2008)
6. Love Fantastic (16 juillet 2014)
7. Love Tricky (22 avril 2015)
8. Love Honey (12 avril 2017)

Album Live
1. Love Fantastic Tour 2014 ~Otsuka Ai wa Maho Tsukai～ (17 décembre 2014)

Mini-Album
1. Aio Punch (26 mars 2014) (self-cover)

### Compilations
1. Ai am BEST (愛 am BEST?) (28 mars 2007)
2. Love Is Best (11 novembre 2009)
3. Ai Am Best, too (1er janvier 2019)

### Singles
1. Momo no Hanabira (桃ノ花ビラ?) (10 septembre 2003)
2. Sakuranbo (さくらんぼ?) (17 décembre 2003)
3. Amaenbo (甘えんぼ?) (3 mars 2004)
4. Happy Days (7 juillet 2004)
5. Kingyo Hanabi (金魚花火?) (18 août 2004)
6. Daisuki da yo. (大好きだよ。?) (20 octobre 2004)
7. Kuroge Wagyu Joshio Tan Yaki 680 Yen (黒毛和牛上塩タン焼680円?) (9 février 2005)
8. Smily / Biidama (Smily/ビー玉?) (11 mai 2005)
9. Neko ni Fuusen (ネコに風船?) (13 juillet 2005)
10. Planetarium (プラネタリウム?) (21 septembre 2005)
11. Frienger (フレンジャー?) (12 avril 2006)
12. Yumekui (ユメクイ?) (2 août 2006)
13. Ren' ai Shashin (恋愛写真?) (25 octobre 2006)
14. Chu-Lip (21 février 2007)
15. Peach / Heart (25 juillet 2007)
16. Pocket (ポケット?) (7 novembre 2007)
17. Rocket Sneaker / One × Time (ロケットスニーカー / One×Time?) (21 mai 2008)
18. Kurage, Nagareboshi (クラゲ、流れ星?) (10 septembre 2008)
19. Bye Bye (バイバイ?) (25 février 2009)
20. Zokkondition / Lucky★Star (ゾッ婚ディション/Lucky★Star?) (7 avril 2010)
21. I ♥ ××× (8 septembre 2010)
22. Re:Name (9 octobre 2013)
23. More More (21 mai 2014)

### Téléchargements Digitals
1. Lucky☆Star (10 février 2010)
2. Zokkondition (ゾッ婚ディション?) (17 février 2010)
3. Action 10.5 (アクション10.5?) (21 juillet 2010)
4. Hikari (ヒカリ?) (9 octobre 2011)
5. Gomen ne (ごめんね?) (27 avril 2012)

### Collaboration
1. Love for Nana ~Only 1 Tribute~ 16 mars 2005

### LOVE
Singles
1. LOVE no Theme (LOVEのテーマ?) (11 avril 2007)
2. White choco (21 novembre 2007)

Mini-Album
1. LOVE.It (18 novembre 2009)

### Filmographie
Ostuka Ai apparaît en 2005 dans le drama Tokyo Friends composé de 5 épisodes, dans lequel elle interprète sa chanson Friends. Un an plus tard, elle joue dans le film Tokyo Friends.